# غابور كاتونا
غابور كاتونا (بالمجرية: Katona Gábor)‏ هو منافس ألعاب قوى مجري، ولد في 1 أكتوبر 1952.

## وصلات خارجية
- غابور كاتونا على موقع أوليمبيديا (الإنجليزية)